# اقبلاغ اق داق
اقبلاغ اق داق، روستایی از توابع بخش شیرین‌سو شهرستان کبودرآهنگ در استان همدان ایران است و دارای آب و هوای بسیار مطبوع و دل انگیز میباشد، و لقب روستا به چشمه های خروشان همدان معروف است

## جمعیت
این روستا در دهستان شیرین‌سو قرار دارد و براساس سرشماری مرکز آمار ایران در سال ۱۳۸۵، جمعیت آن ۱٬۲۳۳ نفر (۳۰۹خانوار) بوده‌است.